# Bivråk
Bivråk (Pernis apivorus) är en rovfågel som trots sitt namn inte är nära besläktad med vråkarna. Den är en långflyttare som häckar i Europa och delar av Asien och övervintrar i tropiska Afrika. Bivråken lever främst av larver och puppor av bin, bland annat humlor, samt getingar, och av fullt utvecklade bin, getingar och termiter. Den minskar i antal globalt, men beståndet anses ändå vara livskraftigt.

## Utseende, fältkännetecken och läte
Bivråken mäter 46–58 centimeter på längden och har ett vingspann på 113–135 centimeter. Den är större och mer långvingad är den morfologiskt liknande ormvråken (Buteo buteo). I förhållande till denna är bivråken mer långhalsad, har mindre huvud och glidflyger på mjukt nedåtkupade vingar. Bivråkens stjärt är också längre, ungefär lika lång som vingbredden. Stjärten är också mer bandad än ormvråkens, både på ovan och undersidan, ofta med ett till tre tunnare mörka tvärband vid basen, ett obandat mittparti och en bred mörk vingbakkant. Denna bandning går också igen på vingarna. 

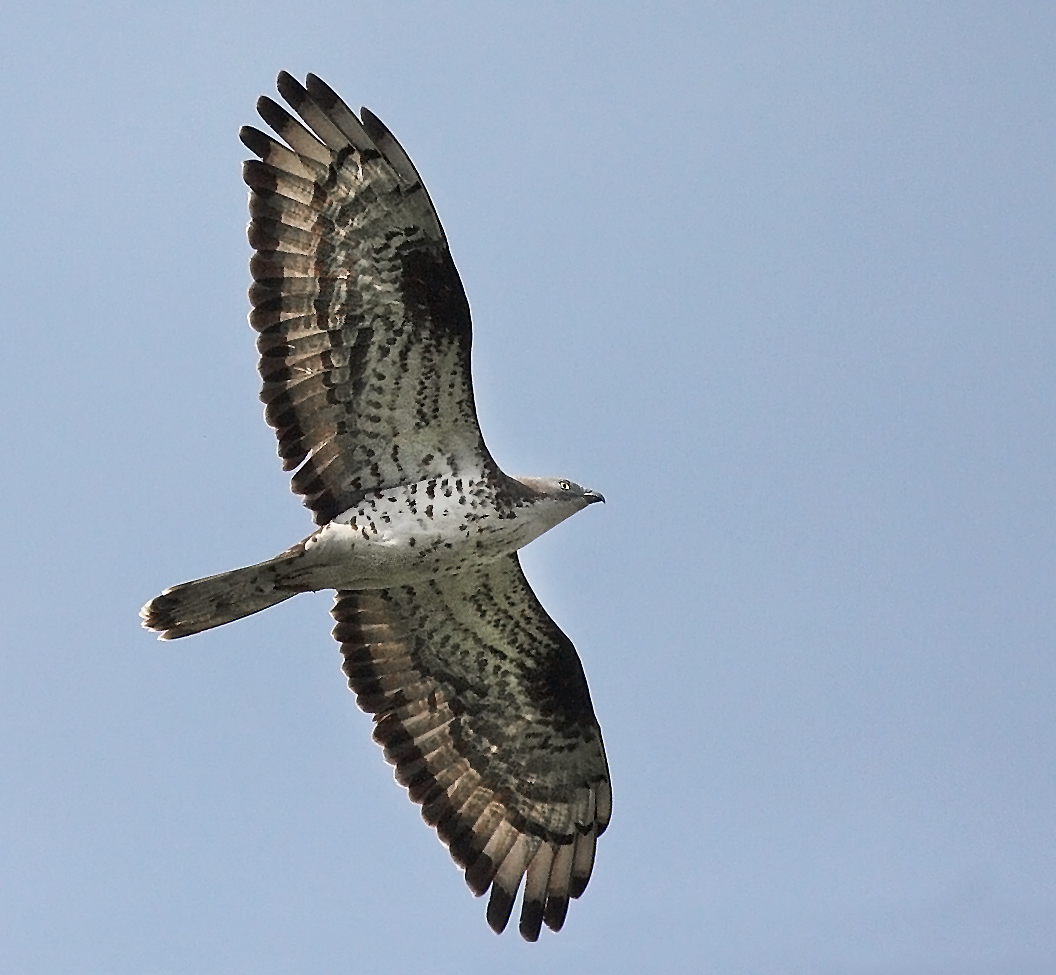

Bivråken har variabel fjäderdräkt, både som juvenil och adult, och förekommer i mörk, mellan, ljus och rödbrun morf. Könen går att skilja åt genom fjäderdräkten vilket är mycket ovanligt för så här stora rovfåglar. Hanen har blågrått huvud medan honans är brunt. Honan är också något större och mörkare än hanen. Den adulta bivråkens iris är lysande gul medan juvenilens är mörk.
Dess läte är ett klagande visslande piii-lu som ibland jämförs med kustpiparens lockläte.

## Utbredning och flyttning
Bivråken är en långflyttare som häckar i stora delar av Europa och delar av Asien och som övervintrar i tropiska Afrika. I Afrika har den stora likheter med dvärgörn i sin fjäderskrud. Under flytten kan den uppträda i stora flockar. Under sin långa flytt navigerar bivråken med hjälp av jordens magnetfält och visuella markörer som berg, floder och kustlinjer. Den följer mycket precisa flyttrutter och undviker större vatten där den inte kan termikflyga. Därför ses den i stora antal när den passerar Medelhavet vid Gibraltar sund, Bosporen och Israel, där avståndet mellan två landområden är som minst.

### Förekomst i Norden
I Sverige häckar bivråken i alla landskap utom på Gotland. Generellt är den troligen vanligare i östra delar av landet, och i norra Norrlands inland är beståndet mycket glest. I Norge är bivråken fåtalig i de sydöstra delarna medan den i Finland förekommer i landets södra del upp till 67°N. I Danmark hittas den i de lövskogsrika östra delarna av landet.

## Ekologi
Bivråken häckar i skogsområden, både barr- och lövskog, och den lever ett mycket undanskymt liv. Paret håller förmodligen samman hela livet. Den utnyttjar ofta ett fjolårsbo eller ett bo byggt av en annan rovfågel. Vanligtvis läggs ett till två ägg, men tre förekommer. Föräldrarna ruvar äggen tillsammans i ungefär en månad. Ungarna stannar sedan i boet i ungefär 40 dagar och blir sedan matade i ytterligare två veckor utanför boet tills de är flygga. Häckande hanar är mycket territoriella.

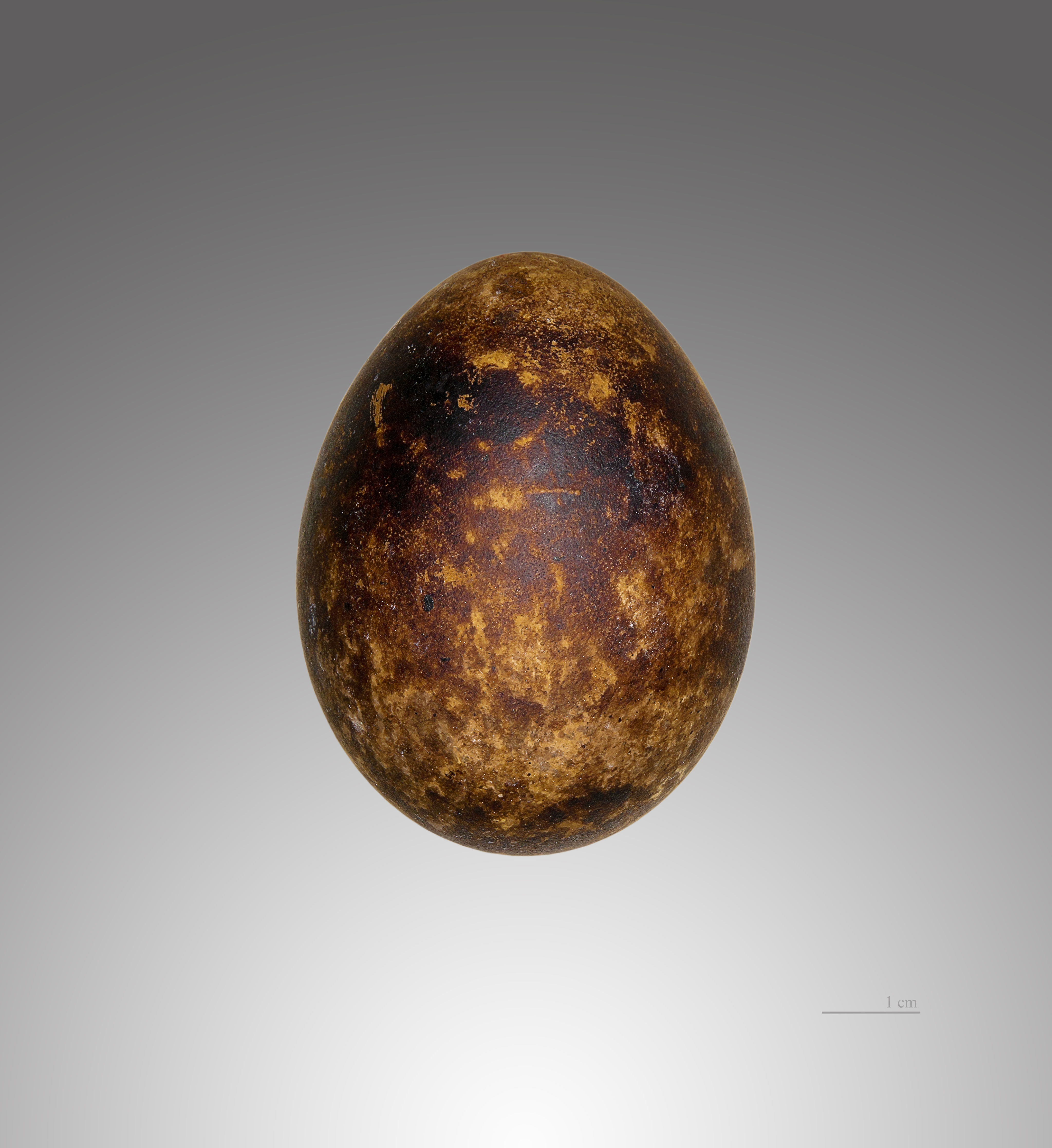
Ägg av bivråk.

Den lever främst av larver och puppor av honungsbin och getingar, men även fullt utvecklade getingar. Födan består även av andra insekter som humlelarver och av puppor, små däggdjur, grodor, reptiler, fåglar, frukt och bär. I Afrika lever den bland annat av flygande termiter.

## Bivråken och människan

### Hot och status
Globalt har bivråken ett stort utbredningsområde och världspopulationen uppskattas till mellan 280 000 och 420 000 vuxna individer. Den minskar i antal, dock inte tillräckligt för att den ska kategoriseras som hotad. Internationella naturvårdsunionen IUCN kategoriserar den som livskraftig (LC).

#### Status i Norden
I Sverige har bivråkens hotstatus förbättrats avsevärt de senaste åren. Fram till 2010 var den upptagen som starkt hotad på Artdatabankens rödlista. I 2020 års upplaga avfördes den helt och beståndet anses idag vara livskraftigt, uppskattat till 13 200 könsmogna individer.
I Norge har bivråken gått markant tillbaka sedan förra århundradet. I Finland uppskattas beståndet till 3 000–4 000 par och tros ha minskat med 20 % 1990–2000). I Danmark häckar 600–700 par.

### Namn
Dess vetenskapliga namn apivorus betyder "biätare" och refererar precis som det svenska trivialnamnet på dess diet. Bin är dock inte speciellt viktiga ur födohänseende i förhållande till getingar. Bivråken har tidigare även kallats vesphök och slaghök.